# Bolohiv, Kaluș
Bolohiv (în ucraineană Болохів) este un sat în comuna Zavadka din raionul Kaluș, regiunea Ivano-Frankivsk, Ucraina.

## Demografie
Componența lingvistică a localității Bolohiv
     Ucraineană (99,18%)
     Alte limbi (0,82%)
Conform recensământului din 2001, majoritatea populației localității Bolohiv era vorbitoare de ucraineană (99,18%), existând în minoritate și vorbitori de alte limbi.